# Encéphalopathie traumatique chronique
Pour les articles homonymes, voir ECT et CTE.
 Mise en garde médicale
L’encéphalopathie traumatique chronique (ETC) (en anglais : Chronic traumatic encephalopathy, CTE) ou encéphalite traumatique des pugilistes est une forme d'affection cérébrale progressant vers les maladies neurodégénératives, habituellement diagnostiquées post mortem, après une pratique sportive prolongée émaillée de nombreuses commotions cérébrales,,.
L’encéphalite traumatique des pugilistes associe une détérioration intellectuelle avec des troubles de la mémoire. Il existe différentes sortes de lésions traumatiques selon le type de sport pratiqué ainsi que la durée de la pratique. Cette inflammation peut être présente aussi chez les boxeurs, les joueurs de rugby, football américain et d’autres sports où la tête peut être soumise à des chocs importants.

## Histoire
Alors qu'il est devenu évident depuis les années 1920 que certaines pratiques sportives, notamment la boxe ou bien le football américain, étaient à risque de troubles cognitifs, comportementaux et psychomoteurs, le terme de dementia pugilistica en décrit le tableau clinique.
En 1928, le Dr Harrison Martland (en) a examiné des boxeurs professionnels à la retraite. Ces boxeurs sont à un stade avancé de la maladie de Parkinson et ne montrent pas de déficience cognitive.
En 1934, Parker décrit la carrière en boxe et l’historique médical de trois professionnels de boxe. Il montre que des problèmes neurocomportementaux et des problèmes neurologiques sérieux voire graves, se développent pendant et vers la fin de leur carrière sportive. Ces syndromes neuropsychiatriques seront plus tard appelés encéphalite traumatique pugiliste (Parker, 1934), démence pugiliste (Millspaugh, 1937) et encéphalite traumatique chronique (Critchley).
En 1969, Roberts publie un livre entièrement consacré à cette maladie. Il est intitulé Brain Damage in  Boxers : A study of the Prevalence of Traumatic Encephalopathy Among Ex-Professional Boxer. 224 ex-boxeurs professionnels en Angleterre de 1929 à 1955 ont été suivis. Ces boxeurs étaient énormément exposés à des traumas neurologiques. Beaucoup d’entre eux ont eu plus d’une centaine de combats professionnels pour une carrière d’au moins 20 ans. 11 % d’entre eux avaient une encéphalopathie traumatique chronique modérée. 6 % avaient un syndrome modéré, voire sévère.
Dans les années 1970, la cohorte de boxeurs étudiée est suffisamment large pour permettre d'établir un cadre descriptif spécifique.
L'encéphalopathie traumatique chronique a été mise en évidence chez les joueurs de football américain en 2002 par le docteur Omalu, en autopsiant le corps de Mike Webster, célèbre joueur. Ses révélations ont fait l'objet du film Seul contre tous (2015) avec Will Smith dans le rôle du docteur Omalu.
Dans la seconde moitié des années 2010, des études mettent en évidence l’importance du problème pour les joueurs de foot, notamment au Royaume-Uni. On évalue qu’un footballeur professionnel effectue de l’ordre de 70 000 têtes par an, avec des séquences d’entrainement spécifiques au cours desquels les joueurs peuvent avoir à enchaîner une centaine de têtes. Le Royaume-Uni, à la suite de ce constat, décide d’interdire les têtes pour les jeunes de moins de 12 ans.
En 2013, McKee et al. introduisent la notion de quatre phases neuropathologiques de la CTE (Chronic traumatic encephalopathy). Pour la première fois ils démontrent que la CTE peut être diagnostiquée chez un patient qui ne présente aucun signe clinique.
Depuis 2015, le National Institutes of Health finance le programme DIAGNOSE C.T.E. Research Project sur sept ans à hauteur de 17 millions de dollars afin de diagnostiquer l'encéphalopathie traumatique chronique sur un patient vivant. En 2019, un groupe de recherche identifie des protéines tau spécifiques à l'encéphalopathie traumatique chronique, distinctes de celles des autres malades neurodégénératives et observables par tomographie par émission de positons.

## Épidémiologie
Des estimations épidémiologiques évaluent à 2 % de la population américaine le taux de personnes vivant avec un handicap persistant après un traumatisme crânien. Les traumatisés qui ont perdu connaissance ont 50 % de risques de plus que les autres d'évoluer vers un état démentiel. Dans une étude menée parmi 1 776 anciens combattants, ce risque est évalué à quatre fois plus.
Les boxeurs sont la principale population à risque,,,. Mais pas seulement, une découverte faite à l'École de médecine de Boston (Massachusetts, nord-est), a montré que de nombreux athlètes ont développé une encéphalite traumatique de pugilistes avant leur décès. D'autres recherches démontrent que le football américain est le sport à l'origine du plus grand nombre de traumatismes crâniens. La fréquence de cet accident est estimée à 0,37 / 1 000 expositions. Au baseball, on relève 0,07 commotions cérébrales pour 1 000 expositions. En gymnastique artistique : 0,16 pour 10 000 expositions. En basket-ball : 0,16/1 000 pour les hommes et 0,22/1 000 pour les femmes. En hockey sur glace, ces lésions sont courantes, pour les hommes moins que pour les femmes. Les joueurs de rugby sont également une population à risque.
Les hommes, les femmes, l'âge, le mode de pratique des activités sportives ou le calcul de l'impact peuvent varier.

## Anatomopathologie
Les analyses histopathologiques post mortem de 85 masses cérébrales de sportifs avec une longue histoire de traumatismes répétés ont permis de trouver des signes de taupathie au sein de 68 pièces analysées. De plus, de multiples foyers des varicosités axonales et de défects axonaux ont été décelés dans tous les cas d'encéphalopathie traumatique chronique. Des inclusions et des neurites immunoréactives à la TAR DNA-binding protein 43 (en), décelées dans 85 % des cas, permettent de définir les stades I à III quand elles restent focales, et IV quand elles sont trouvées dans l'ensemble du cerveau.

### Lésions
- Lésions aiguës[17]
- Traumatismes de la face : surtout des fractures du nez. Des lésions oculaires graves mais rares (décollement de rétine).
- Lésions cérébrales mineures : résulte d’un double mécanisme « postural et cérébral » occasionné par la brusque rotation de la tête ou par son brusque rejet en arrière. Résulte d’une collision du cortex contre la table interne de la voûte crânienne et sidération des appareils d’équilibration vestibulaire, visuel et proprioactif[Quoi ?].
- Lésions cérébrales graves : provoqués par deux mécanismes : accélération et la décélération linéaires et surtout angulaires avec violentes rotations de la tête : écrasement avec compression suivi de rétraction.
- Lésions chroniques : Elle associe de façon variable une détérioration intellectuelle avec troubles de la mémoire pouvant aller jusqu’à la démence, un syndrome extra-pyramidal, des troubles de l’équilibre en rapport avec un syndrome cérébelleux et/ou vestibulaire, des troubles de la coordination motrice.
- Le tableau clinique observé dans les encéphalopathies post-traumatiques chroniques des boxeurs avec atrophie. L’IRM fait également évoquer les encéphalopathies dégénératives de la maladie de Parkinson ou d’Alzheimer.

## Signes et symptômes
L'encéphalopathie traumatique chronique est considérée comme une maladie progressive conduisant à diverses manifestations somatiques et cognitives. Le principal symptôme de la maladie, ainsi que la plus grave, est la démence précoce. S'ensuivent des difficultés à gérer ses émotions, des comportements agressifs, une hypersexualité, des troubles amnésiques, de la dépression, des maux de tête, des troubles mentaux, des hallucinations auditives, des vertiges, des nausées et d'autres symptômes variant selon les personnes malades.
Ces symptômes incluent :
- des maux de tête
- des étourdissements
- des vertiges ou des déséquilibres
- des nausées
- des troubles visuels (souvent une vision floue)
- la déficience auditive (acouphènes ou bourdonnements dans les oreilles, et la diminution d'audition)
- des problèmes de mémoire ou de concentration
- des déficits cognitifs, comme une altération du jugement, lenteur dans le traitement de l'information
- des troubles du sommeil
- labilité émotionnelle
- l'irritabilité ou la dépression
- la fatigue
- une photophobie (hypersensibilité à la lumière, de peur morbide et l'évitement de la lumière)
- phonophobie (sensibilité au bruit morbide)
- changements de personnalité.

Le patient peut avoir beaucoup ou peu de ces symptômes, sans compter d’autres manifestations  moins fréquentes. Certains symptômes sont similaires à ceux du syndrome d’Alzheimer ou encore Parkinson.

## Diagnostic
L'ETC ne peut être diagnostiqué qu'à la mort du malade, mais on peut penser qu'une personne en est atteinte lorsqu'elle a pratiqué des sports ou hobbys provoquant de nombreux chocs cérébraux ou hémorragies de la boîte crânienne et qu'elle est atteinte des principaux symptômes décrits dans la section ci-dessus.
Par analyse du profil neurochimique, la démence pugiliste peut également être diagnostiquée. C’est ce que rapporte l’article Neurochimical Profile of Dementia pugilistica publié dans le Journal of neurotroma.

## Prévention
Il n'existe aucun traitement contre cette maladie. La meilleure prévention est de s'abstenir de pratiquer des sports violents, occasionnant des chocs cérébraux et des hémorragies internes dans la boîte crânienne. La prévention des traumatismes porte aussi sur le port obligatoire de protège-dents ou d’un casque.

## Traitements
Comme le syndrome d’Alzheimer, l’encéphalite traumatique des pugilistes est une forme de démence où il n’y a pas un remède idéal. Certains produits utilisés pour le traitement du syndrome d'Alzheimer peuvent être utilisés. Ces produits permettent de contrôler les tremblements associés à l'encéphalite traumatique des pugilistes. Il s’agit de traitements palliatifs. Il n’y a pas de traitement curatif.